# Joodse mythologie
De joodse mythologie bestaat uit de mystieke tradities van het jodendom, in de volksmond ook weleens bekend als 'Kabbalah'. Dit omvat alle verhalen, legendes en bijgeloven die onder het joodse volk de ronde doen. Buiten de verhalen in de Talmoed, die bekendstaan als agada, werd in de middeleeuwen veel over de mystieke aspecten van het joodse geloof geschreven.

## In Bijbelse tijden
Sommige wetenschappers zijn van mening dat in de tijd van de Hebreeuwse Bijbel de vroege Israëlieten - de voorlopers van het Joodse volk - net als andere volkeren in die streken, in meerdere goden geloofden. Dit is tevens de mening van verschillende middeleeuwse religieuze rationalisten, zoals de Rambam (Maimonides).
Volgens het jodendom was het joodse volk voordat het de Thora in ontvangst nam bij de berg Sinaï een slavenvolk in Egypte. In die tijd was het volk al anders dan de andere volken, in dat het een eigen taal had en erg op zichzelf leefde.
In de joodse traditie ging de Heer bij alle volkeren van de wereld langs en bood hun de Thora aan. Alle volkeren vroegen op hun beurt, "wat staat erin?" Ieder volk was ontevreden met het antwoord. Als allerlaatste vroeg de Heer het de joden, een arm en hulpeloos slavenvolk dat niets te verliezen had. Zij namen de Thora wel aan, en verklaarden, "Na'aseh ve-Nishma" ("wij zullen doen en wij zullen horen").
Later, toen het volk tijdens de tocht van Egypte naar het Land Israël bij de berg Sinaï de Thora in ontvangst nam, wilden de joden die volgens de Talmoed niet direct in ontvangst nemen. Daarop tilde de Heer de berg Sinaï op, hield die boven de hoofden van de joden, en verklaarde: "als jullie de Thora accepteren - goed; zo niet, dan wordt dit jullie graf."

## In de Talmoed
De Talmoed (om precies te zijn, de Gemara) staat vol met verhalen over engelen en demonen en over onderwerpen zoals reïncarnatie en bijna-doodervaringen; over gevechten tussen rabbijnen en de 'Engel des Doods', en vele andere mystieke onderwerpen.
Daarnaast werd door de Talmoedische geleerde rabbijn Sjimon bar Jochai het oudste en belangrijkste kabbalistische boek, de Zohar, geschreven.

## In post-Talmoedische tijden
In latere tijden was het rabbijn Yitzchak Luria (Isaac Luria), bekend als de 'Ari' of 'Arizal', die het kabbalisme nieuw leven gaf. Hij en zijn volgelingen leefden in Tzfat (Safed), thans in noordelijk Israël gelegen.

## De spirituele wereld
Volgens het jodendom bestaan er meerdere werelden. De wereld waarin wij leven is slechts een van die werelden. Zaken die wij met onze zintuigen kunnen weernemen behoren tot de fysieke wereld; zaken die wij niet kunnen weernemen tot de spirituele wereld. Net zoals er in de fysieke wereld verschillende categorieën schepsels bestaan, is dit ook in de spirituele wereld het geval.
De spirituele wereld bevat drie categorieën wezens: transcendentale krachten, engelen, en zielen.
- De transcendentale krachten zijn uiterst pure, superieure spirituele entiteiten, volledig gescheiden van alles dat fysiek is. Zij staan het dichtst bij de sjechina, en de sjechina spreidt zich constant over hen uit. Zij krijgen namen aan de hand van hun niveaus: de "wielen van de troon", de "ofaniem", en dergelijken.
- Engelen zijn geschapen om als boodschappers van de Heer te werken. Zij doen enkel en alleen exact dat wat hen wordt opgedragen. Iedere engel waakt over een bepaald concept en is door de 'Hoogste Wil' aangesteld om over dat doel te waken. Er zijn verschillende niveaus engelen, en ieder niveau heeft zijn eigen mogelijkheden en begrenzingen, zoals de 'Hoogste Wijsheid' dat besloten heeft. De engelen zijn onderverdeeld in twee categorieën: goede en slechte engelen. De slechte engelen heten 'engelen van vernietiging' (Hebreeuws: Malachei Chavalah) en 'verwonders' (Hebreeuws: Mazzikim).
- Zielen zijn spirituele entiteiten die zijn voorbestemd om plaats te nemen in aardse lichamen en sterk met hen verbonden te worden. Ook zij hebben hun eigen mogelijkheden en begrenzingen. De ziel bestaat in drie verschillende werelden (fasen): voor de dood, tijdens het aards leven, en na de dood.

Er bestaat tevens een categorie wezens die tussen de fysieke en spirituele wereld in zitten. Zij hebben eigenschappen van zowel de fysieke als de spirituele wereld. Dit zijn 'demonen' (Hebreeuws: Shedim).
De spirituele, maar deels ook de fysieke wezens, kunnen door de sterren beïnvloed worden. Ieder wezen, spiritueel en fysiek, opereert binnen bepaalde grenzen. Deze kunnen onder normale omstandigheden niet overschreden worden door de spirituele wezens. De Heer bepaalde echter dat de spirituele wezens deze grenzen wel kunnen overschrijden wanneer de mens hen daartoe aanzet. Deze vorm van magie wordt uitgelegd in het boek Sefer Jetzira.